# Juan José Dolado Lobregad
Juan José Dolado Lobregad (Saragossa, 1955) és un economista aragonès, catedràtic d'universitat i Premi Rei Jaume I d'Economia en 2015.

## Biografia
En 1977 es va llicenciar en ciències econòmiques a la Universitat Complutense de Madrid. En 1981 va fer un màster a la London School of Economics i en 1988 es va doctorar a la Universitat d'Oxford. Actualment és catedràtic de Fonaments de l'Anàlisi Econòmica a la Universitat Carles III de Madrid, de la que en fou cap del departament d'economia de 1998 a 2001, i des de 2014 és professor del departament d'economia a l'Institut Universitari Europeu. De 1992 a 1996 fou economista en cap del Departament de Recerca del Banc d'Espanya i en 2000 fou membre del comitè de seguiment del Banc Central Europeu. De 1989 a 1996 fou cap editor de la Revista Española de Economía.
Les seves principals àrees de recerca són l'economia laboral i l'econometria teòrica. És vinculat al grup d'economistes anomenats "els Cent", pròxims a la Fundación de Estudios de Economía Aplicada (Fedea), organització de caràcter liberal i patrocinada per la banca, que en la primavera de 2009 va signar un manifest a favor d'una reforma laboral a Espanya que redueixi la indemnització per acomiadament del treballador. En 2015 fou guardonat amb el Premi Rei Jaume I d'Economia.

## Obres
- Procedimientos de Búsqueda de Especificación Dinámica: El Caso de la Demanda de M3 en España. Banco de España, Estudios Económicos nº 27 (1982).
- Estudios sobre el Mercado de Trabajo en España. FEDEA. 1995.
- Ensayos sobre los Efectos Económicos de la Inmigración en España. Monografía FEDEA (2007).
- La Crisis de la Economía Española. Análisis Económico de la Gran Recesión. Monografía FEDEA (2010).
- No Country for Young People?. Youth Labour Market Problems in Europe. VoxEU (e-book), CEPR London (2015)